# Kanton Ermont
Kanton Ermont is een kanton van het Franse departement Val-d'Oise. Kanton Ermont maakt deel uit van de arrondissementen Pontoise en Argenteuil.

## Gemeenten
Het kanton Ermont omvatte tot 2014 enkel de gemeente:
- Ermont

Door de herindeling van de kantons bij decreet van 27 februari 2014, met uitwerking in maart 2015, werd de gemeente :
- Eaubonne

aan het kanton toegevoegd.